# Тулепбергенова, Дина Исматуллаевна
Дина Исматуллаевна Тулепбергенова (каз. Дина Исматуллақызы Төлепберген; род. 9 апреля 1984, Чимкент, Казахская ССР, СССР) — казахстанская телеведущая, продюсер социального проекта.

## Биография
Участвовала в съёмках своей первой телепередачи в возрасте 8-ми лет. Окончила гимназию № 26 имени Жамбыла в городе Шымкент в 2001 году. Окончила Южно-Казахстанский государственный университет имени М. О. Ауэзова в 2007 году по специальности «Режиссура». С 2002 года работала на областном канале «Отырар» в качестве редакторши детской программы «Час без родителей». С 2006 по 2009 года работала корреспонденткой службы новостей бюро «Астана» телеканала КТК.
В 2011—2014 получила широкую известность в Казахстане как ведущая программы «Астарлы ақиқат» на телеканале «КТК». В 2011 бала назначена руководителем службы новостей на казахском языке радиостанции Ретро-FM. В 2012 году по данным Forbes Woman Получила награду в номинации «Телеведущая года».
Участвовала в форуме для матерей под названием «Anashym», который прошёл 30 мая 2015 года в городе Алм-Ата.
В 2019 году финишировала 306-й в гонке на открытой воде «Oceanman Lago d’Orta».